# Tomka wonna
Tomka wonna (Anthoxanthum odoratum L.) – gatunek byliny należący do rodziny wiechlinowatych. Jako gatunek rodzimy występuje w Europie, zachodniej i środkowej Azji oraz w północno-zachodniej Afryce. Ponadto szeroko rozprzestrzeniony jako gatunek introdukowany na obu kontynentach amerykańskich, w południowej Afryce, we wschodniej Azji i w Australii. W Polsce jest pospolity na całym obszarze.

## Morfologia

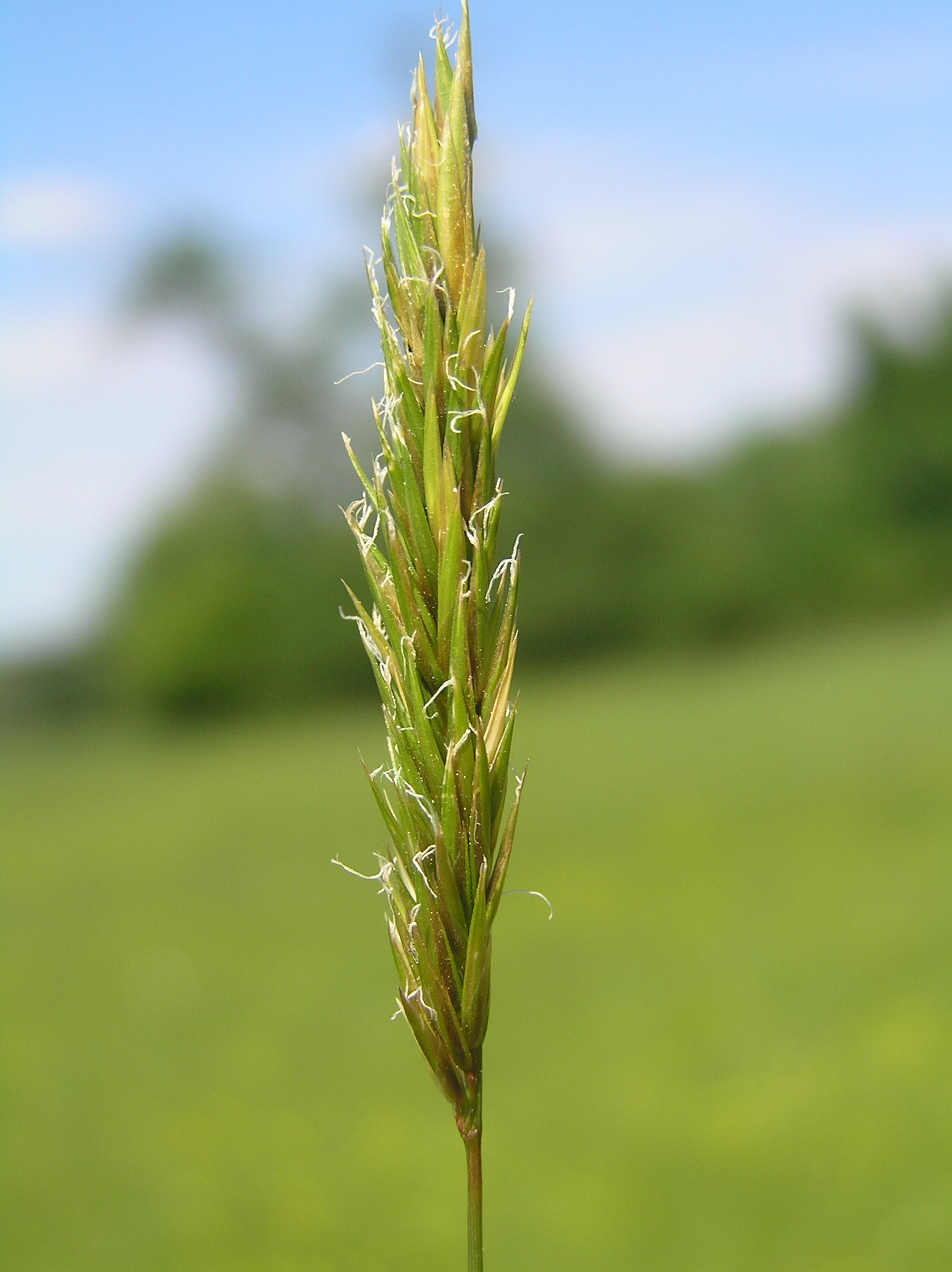
Kwiatostan

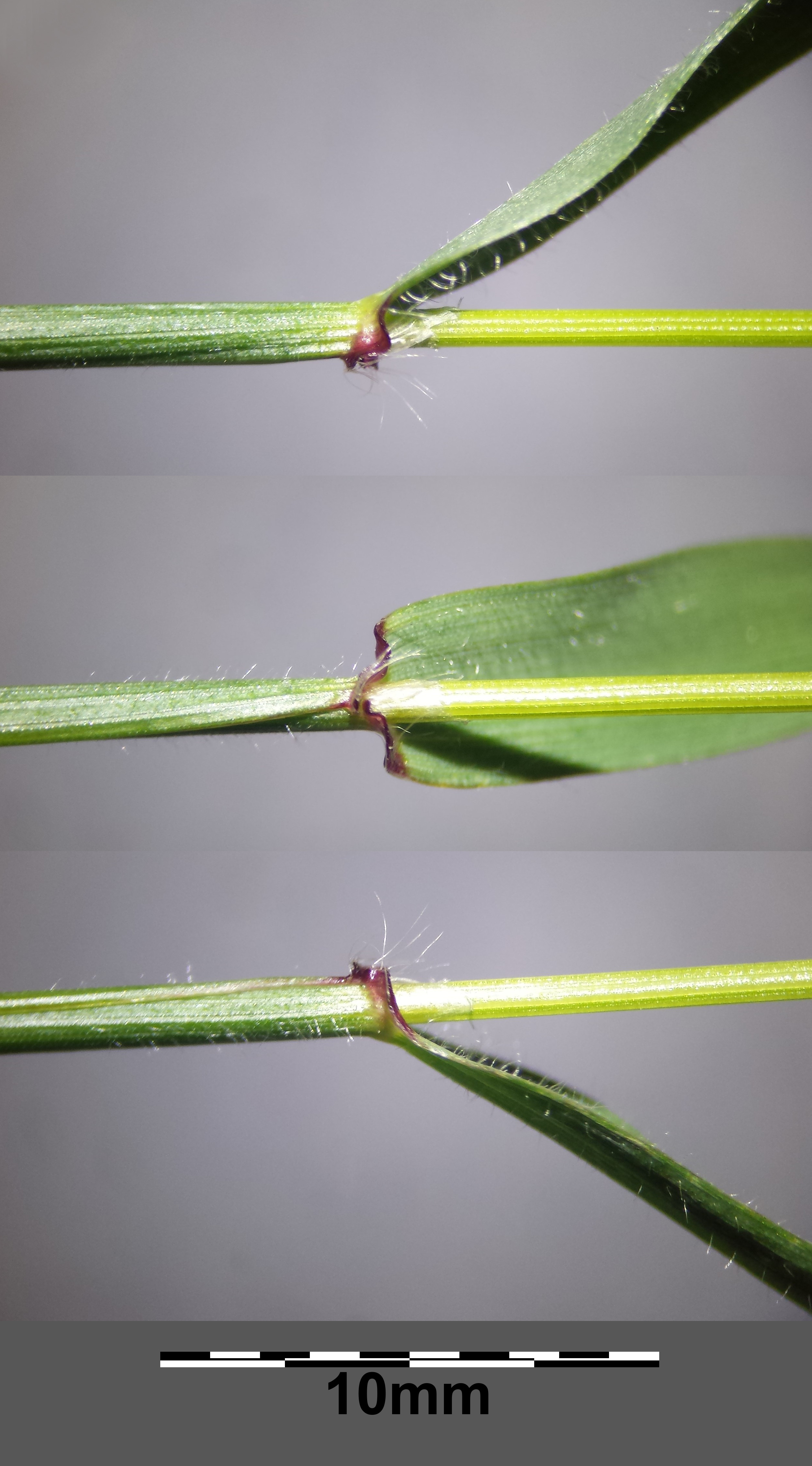
Nasada blaszki

PokrójNiska bylina luźnokępkowa.
ŁodygaŹdźbło o wysokości do 50 cm.
LiścieDolne liście o długich blaszkach, górne o krótkich. Wszystkie liście owłosione, języczek liściowy krótki (do 4 mm), owalny, poszarpany, porośnięty po bokach kępkami włosków.
KwiatyZebrane w przypominającą kłos gęstą wiechę o długości 2–8 cm. Wiecha jest dołem przerywana, górą zwęża się. Kłoski o błoniastych i bardzo długich plewach. Dolna, 1-nerwowa plewa jest o połowę mniejsza od 3-nerwowej drugiej plewy. Górne plewy o długości ok. 3 mm są ciemno owłosione i ościste. Plewki  mają długość zaledwie 2 mm, nie mają ości i są połyskujące. Kwiaty  przedprątne, w każdym kwiatku dwa tylko pręciki i słupek o piórkowatym znamieniu. Kwitnie od maja do czerwca.
OwocZiarniaki dojrzewające jeszcze przed sianokosami.

## Biologia i ekologia
Rośnie na przydrożach i świeżych łąkach, w murawach i świetlistych lasach. Hemikryptofit. Roślina posiada charakterystyczny zapach, zawiera bowiem kumarynę. Szczególnie dobrze można zapach ten wyczuć w sianie.

## Zastosowanie
Roślina o małej wartości paszowej. W sianie ma już małą wartość, gdyż wcześniej od innych traw kwitnie i drewnieje.